# Túpac Amaru II.
Túpac Amaru II., vlastním jménem José Gabriel Condorcanqui Noguera (19. března 1738 Surimana – 18. května 1781 Cuzco), byl vůdce povstání peruánských domorodců proti španělské nadvládě.
Pocházel z urozené mestické rodiny, která po přeslici odvozovala svůj původ od panovníků Incké říše, používal titul markýze z Oropesy. Vystudoval jezuitskou školu a byl zámožným pozemkovým vlastníkem. Opakovaně protestoval proti útlaku původních obyvatel, zejména proti nuceným pracím a zvyšování daně alcabala. Když úřady na jeho požadavky nereagovaly, shromáždil skupinu stoupenců, s nimiž 4. listopadu 1780 unesl a oběsil Antonia Arriagu, neoblíbeného místodržitele v Tintě. Poté se postavil do čela povstání a přijal jméno Túpac Amaru podle posledního inckého panovníka Túpaca Amaru I., popraveného conquistadory, čímž vyjádřil vůli po obnově incké říše.
Povstalci, jejichž počet se odhaduje až na šedesát tisíc, 18. listopadu 1780 dobyli město Sangarará. K povstání se přidala i část kreolů, Túpac Amaru ovládl velkou část peruánského vnitrozemí a všude tvrdě trestal zkorumpované koloniální úředníky, některé z nich nechal oběsit či zastřelit. Neúspěšné pokusy o dobytí Cuzca a Limy, stejně jako rostoucí rozpory mezi radikálním a umírněným křídlem rebelů, však vedly k řadě dezercí, zatímco královským jednotkám se podařilo povolat posily ze všech španělských držav v Jižní Americe a vyhrát rozhodující bitvu 5. dubna 1781 u Combapaty. Následovaly brutální represe proti domorodcům, Túpac Amaru II. byl dopaden a odsouzen k smrti. Byl popraven 18. května 1781 na hlavním náměstí v Cuzcu, když napřed musel přihlížet oběšení svého syna Hypólita, své ženy Micaely Bastidas, jejího bratra Antonia, svého strýce Francisca a několika svých přátel. Poté mu kat vytrhl jazyk a Tupac Amaru byl čtvrcen za pomoci koní, ale exekuce se nezdařila, takže byl zaživa rozsekán na kusy, které potom guvernér Arreche nechal rozeslat po různých částech Peru, aby zastrašil domorodé obyvatele a dal jim na vědomí, že jejich milovaný vůdce je opravdu mrtev. Z celé rodiny unikl popravě jen Tupac Amaruův nezletilý syn Francisco, který musel přihlížet popravě své rodiny a poté byl odvezen do španělských kolonií v západní Africe, kde stopy po něm končí.
Nepokoje pokračovaly i po Túpacově smrti, až do května 1783 ovládali oblast jezera Titicaca a široké okolí La Pazu stoupenci ajmarského náčelníka Túpac Katariho. Sám Túpac Katarí však byl zrazen jedním ze svých důstojníků a popraven Španěly v La Pazu už roku 1781. Po něm pokračovaly ve vedení povstání jeho sestra Georgita Apaza a jeho manželka Bartolina Sisa. Obě byly zajaty Španěly roku 1782, veřejně znásilněny a poté oběšeny.
Po vyhlášení peruánské nezávislosti roku 1821 byli Túpac Amaru II. a jeho manželka vyhlášeni národními hrdiny, jeden okres v provincii Canas nese jeho jméno. Túpac Kataré, jeho manželka a sestra byli vyhlášeni národními hrdiny Bolívie. K jeho odkazu se svým názvem hlásí také guerilla Revoluční hnutí Túpaca Amaru a někdejší uruguayské hnutí Tupamaros, podle něj také dostal své jméno rapper Tupac Shakur.